# Galope de Gish
El galope de Gish (Gish gallop) o ametralladora de falacias es una técnica de debate que se centra en abrumar al oponente con el mayor número de argumentos posible, sin tener en cuenta la exactitud o solidez de los mismos. El término fue acuñado por Eugenie Scott y recibe su nombre del creacionista Duane Gish, que utilizó esta técnica con frecuencia contra los defensores de la evolución.

## Técnica y medidas de respuesta
Durante el Gish gallop, un debatiente se enfrenta a su oponente con una rápida sucesión de argumentos engañosos, medias verdades y tergiversaciones en un corto espacio de tiempo, lo que hace imposible que el oponente pueda refutarlo todo en un solo turno de un debate formal. En la práctica, cada punto planteado por el "galopante de Gish" exige considerablemente más tiempo para ser refutado o verificado que para ser enunciado. La técnica hace perder tiempo al oponente y puede poner en duda su capacidad de debate ante un público que no esté familiarizado con la técnica, especialmente si no hay una verificación independiente de los hechos o si el público tiene un conocimiento limitado de los temas.
En general, es más difícil utilizar la técnica del galope de Gish en un debate estructurado que en un debate libre. Si un debatiente está familiarizado con un oponente que se sabe que utiliza esta estratagema, la técnica puede ser contrarrestada previniendo y refutando los argumentos comúnmente usados por el oponente primero, antes de que el oponente tenga la oportunidad de lanzarse al galope de Gish.